# Тингіза
Тингіза (рос. Тынгиза) — присілок у Киштовському районі Новосибірської області Російської Федерації.
Входить до складу муніципального утворення Колбасінська сільрада. Населення становить 6 осіб (2010).

## Історія
Згідно із законом від 2 червня 2004 року органом місцевого самоврядування є Колбасінська сільрада.

## Населення
| 2002 | 2007 | 2010 |
| ---- | ---- | ---- |
| 42   | ↘22  | ↘6   |